# Apple EarPods

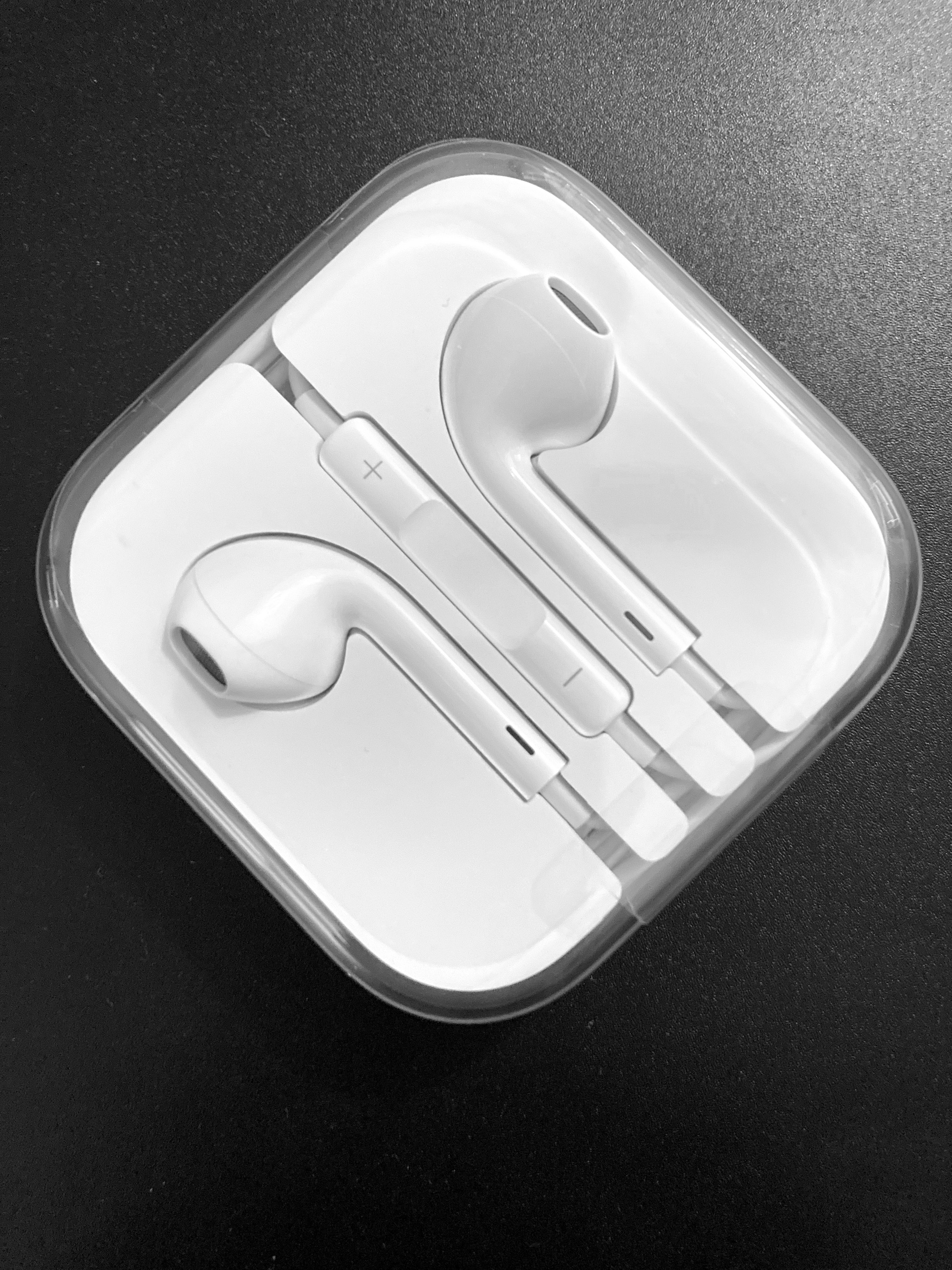
Apple Earpods ze złączem jack 3,5 mm

Earpods – słuchawki zaprojektowane przez Apple inc. Zostały wprowadzone do sprzedaży 12 września 2012 roku gdy dostarczono je w wersji z mikrofonem i pilotem w pudełku z iPhone’em 5. Były one również dostarczane z iPodem Touch (5. generacji) i iPodem Nano (7. generacji) bez pilota i mikrofonu. W 2020 wraz z iPhone’em 12 Apple przestało dodawać Earpods’y aby ograniczyć emisje wywoływane produkcją i transportem słuchawek.

## Kompatybilność

### Earpods ze złączem jack 3,5mm
Są kompatybilne z iPhone’ami od iPhone’a 3GS do iPhone’a 6S, iPodem Touch (2. generacja) i nowszymi oraz wszystkimi modelami iPada, iPada mini i iPada Pro, z wyjątkiem iPada trzeciej i czwartej generacji. Wymagają one systemu iOS 2.2 i nowszych dla urządzeń z systemem iOS, ale nie są kompatybilne z oryginalnym iPhone’em, iPhone’em 3G lub iPodem Touch (1. generacji) ze względu na problemy z dźwiękiem. Są również kompatybilne z większością urządzeń i komputerów z systemem Android.

#### Earpods ze złączem lightning
Wraz z premierą iPhone’a 7 w 2016, Apple zaczęło produkować Earpods ze złączem lightning. Są one nadal dostępne na oficjalnej stronie Apple.